# Osaka (stad)
Osaka (Japans: 大阪市, Ōsaka-shi, letterlijk 'grote heuvelstad') is na Tokio en Yokohama de grootste stad van Japan, met 2,75 miljoen inwoners. Door het enorme aanbod van scholen, winkels en bedrijven stijgt het mensenaantal dat overdag in de stad verblijft richting 3,45 miljoen, waardoor Osaka als tweede stad gezien wordt. 
In de agglomeratie/metropool Groot-Osaka, die naast Osaka ook Himeji, Kobe, Kyoto en Sakai omvat, wonen 17,7 miljoen mensen. Het is daarmee na Tokio de grootste metropool van Japan en de 21e metropool van de wereld.
Osaka is gelegen op Honshu, daar waar de rivier Yodo uitmondt in de baai van Osaka. De stad is tevens hoofdstad van de gelijknamige prefectuur Osaka.

## Geschiedenis
Osaka behoort met het nabijgelegen Kioto en Nara tot de bakermat van de Japanse cultuur en bevolking; de hoofdstad Tokio kwam pas veel later tot bloei. Restanten van deze geschiedenis waren rond 2000 onder meer te zien in het op een heuvel gelegen gereconstrueerde kasteel (Osaka-jo) en de overblijfselen van het nabijgelegen Naniwa-no-Miya, het oudere keizerlijke paleis uit circa 643, toen Osaka, destijds Naniwa genaamd, korte tijd de hoofdstad was van het Japanse rijk.
De stad is een van de belangrijkste industriële centra van Japan, en wordt wegens de textielnijverheid ook wel het Manchester van het Oosten genoemd. Osaka is ook een van de belangrijkste havens van Japan.
In 1970 werd in Osaka rond de wijk Shin Sakai de Wereldtentoonstelling gehouden.

## Infrastructuur
De stad beschikt sinds 1933 over een metronet, en is sinds 1964 met Tokio verbonden via de eerste Shinkansen, ook wel bullet train genaamd, Japans hogesnelheidsspoor dat de grote steden met elkaar verbindt. De belangrijkste lokale treinverbinding binnen Osaka is de Kanjo-Sen ofwel Osaka-ringlijn, die in een grote cirkel rond het centrum loopt en de belangrijkste stations van de binnenstad verbindt - vergelijkbaar met de Yamanote-lijn in Tokio.
De metro van Osaka is een belangrijk onderdeel van het openbaar vervoernetwerk in Osaka. Het systeem staat wereldwijd qua vervoerde passagiers op de elfde plaats, qua lengte van het metronetwerk op plaats negentien. Dagelijks maken ongeveer 2,3 miljoen mensen gebruik van het systeem, een aantal dat aanzienlijk hoger ligt dan bijvoorbeeld bij de metro van New York. De vier drukste stations in Osaka zijn Tennōji, Umeda/station Ōsaka en Shin-Osaka. Shin-Osaka is tevens het station waar men gebruik kan maken van de Shinkansen. De stations Umeda en Osaka zijn feitelijk een en hetzelfde station; het gedeelte waar de JR treinen aankomen en vertrekken heet Osaka, het gedeelte waar de private spoorlijnen en de metro aankomen en vertrekken heet Umeda.
De Internationale Luchthaven Kansai is de voornaamste luchthaven van Osaka. De luchthaven is gebouwd op een kunstmatig eiland dat aangelegd is in de baai van Osaka. Het is de voornaamste luchthaven voor internationale en intercontinentale vluchten voor de regio Kansai. De strategisch beter gelegen luchthaven Itami wordt vooral gebruikt voor binnenlandse vluchten. Kansai International is goed bereikbaar per spoor en weg.

## Cultuur

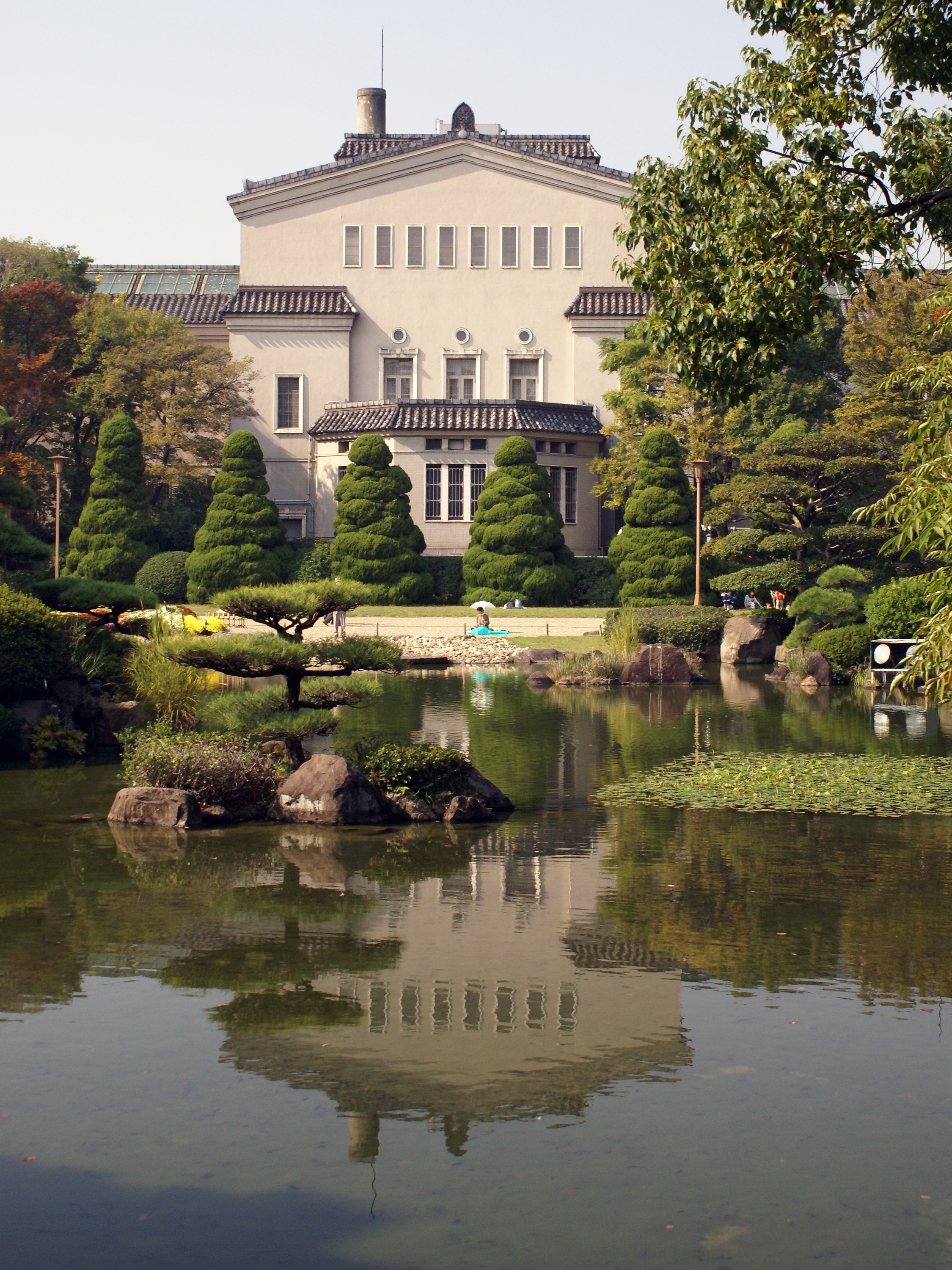
Het Kunstmuseum Osaka

Het Kunstmuseum Osaka is een kunsthistorisch museum dat gelegen is in het Tennōji-park. Het heeft een gevarieerde collectie van ruim 8.000 Japanse en Chinese schilderijen, beeldhouwwerken en andere kunstschatten.
In Osaka is het bunraku-poppenspel uitgevonden in 1684. In een speciaal theater wordt deze vorm van poppenspel nog steeds uitgevoerd.
Op culinair gebied is Osaka bekend door een specifieke vorm van sushi, de zogeheten oshi. De vorm van oshi is rechthoekig, terwijl de brokjes rijst van sushi ovaal gevormd zijn.
Op volkscultureel gebied beschouwen veel Japanners de inwoners van Osaka vaak als lekkerbekken ('kuiadores', 'zij die zich te barsten eten') met veel gevoel voor humor (onder meer via de zogeheten manzai stand-upcomedy) en weinig pretenties. Het plaatselijke Kansai-ben-dialect - met als meest typerende woord waarschijnlijk de begroeting "Mokarimakka?" ('Hallo, nog geld verdiend vandaag?') - ervaren Japanners dan ook snel als komisch.

## Toerisme
Een toeristische trekpleister is het Osaka Aquarium Kaiyukan. Dit bevat het grootste aquarium van de wereld, waarin sinds 2008 twee walvishaaien zwemmen. In Japan is, naast het historisch kasteel Osaka-Jo als symbool van Osaka, vooral de ijzeren 'mini-Eiffeltoren' Tsutenkaku Tower bekend. In de Tweede Wereldoorlog werd deze toren verwoest. Op verzoek van de bevolking is de toren later heropgebouwd. Ook de boeddhistische Shitennoji-tempel (circa AD 593) behoort tot de belangrijkste locaties in Osaka, als een van de oudste en actief gebruikte tempels van het rijk.
Een moderne bezienswaardigheid is het 173 meter hoge Umeda Sky Building, waarvan de bovenste etages bezocht kunnen worden.

## Sport
In 2007 werd het WK atletiek georganiseerd in Osaka. De meeste wedstrijden vonden plaats in het Nagaistadion.
Cerezo Osaka en Gamba Osaka zijn de belangrijkste professionele voetbalclubs van Osaka. Osaka was met het Nagaistadion speelstad bij het WK voetbal van 2002.

## Wijken

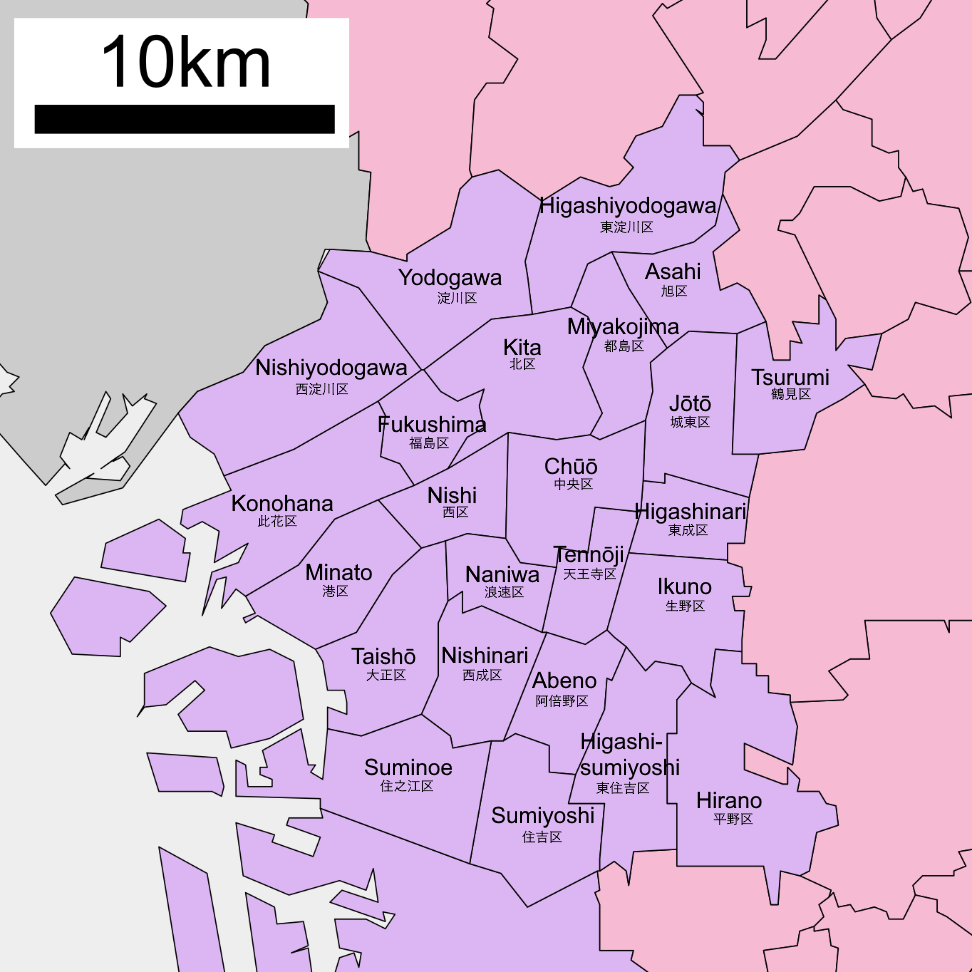
De wijken van Osaka

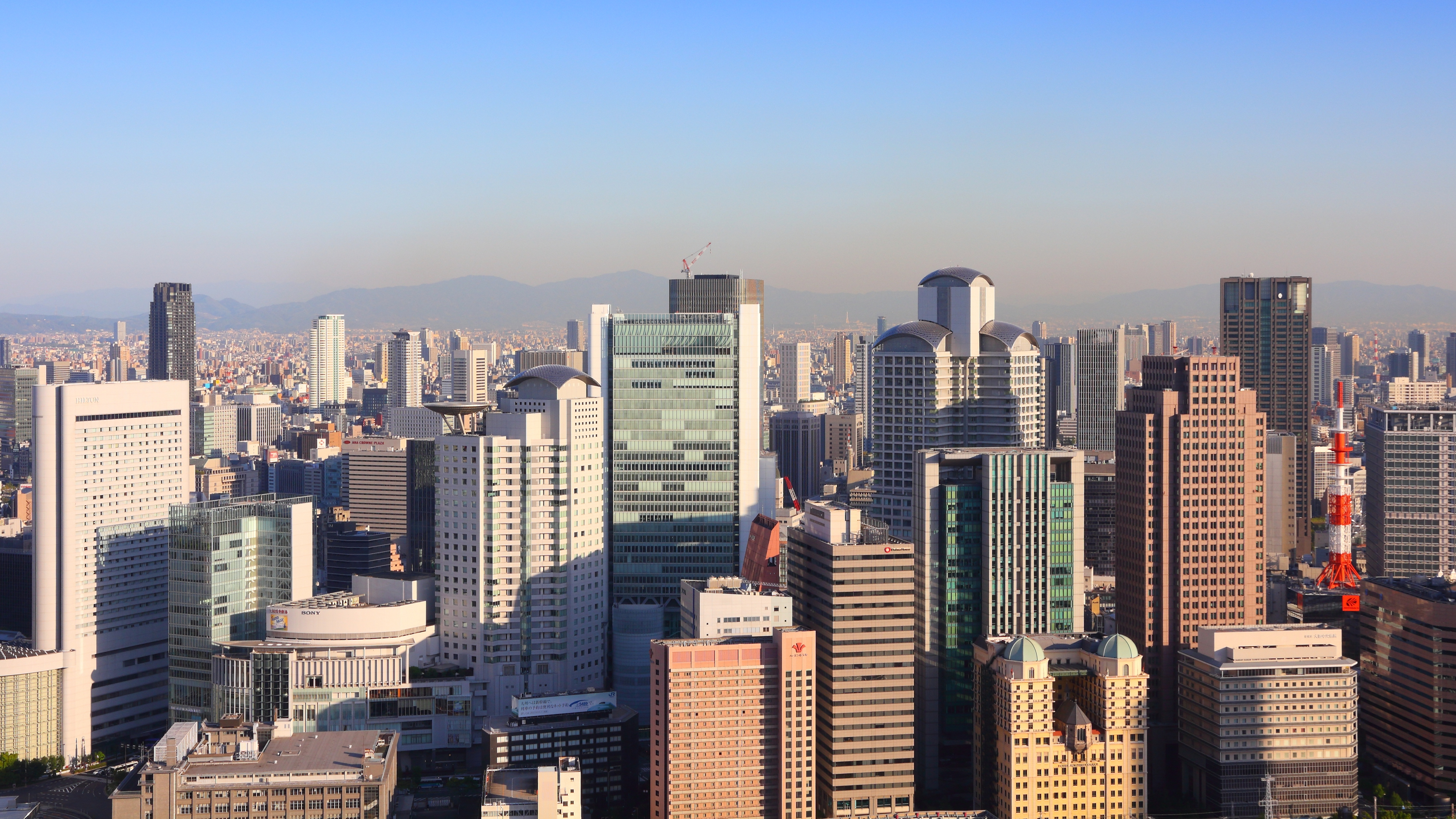
Osaka stadsgezicht

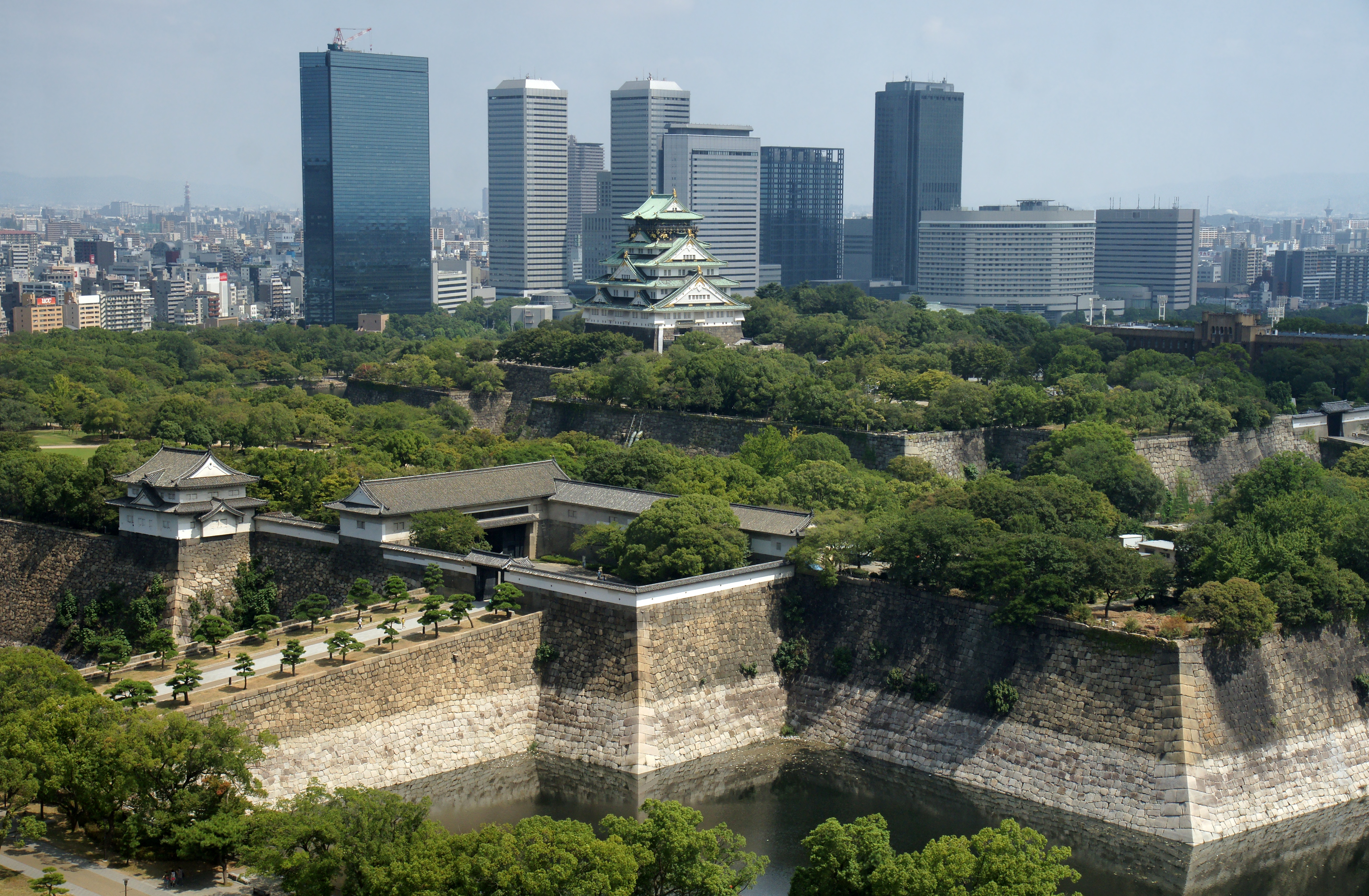
Kasteel Osaka

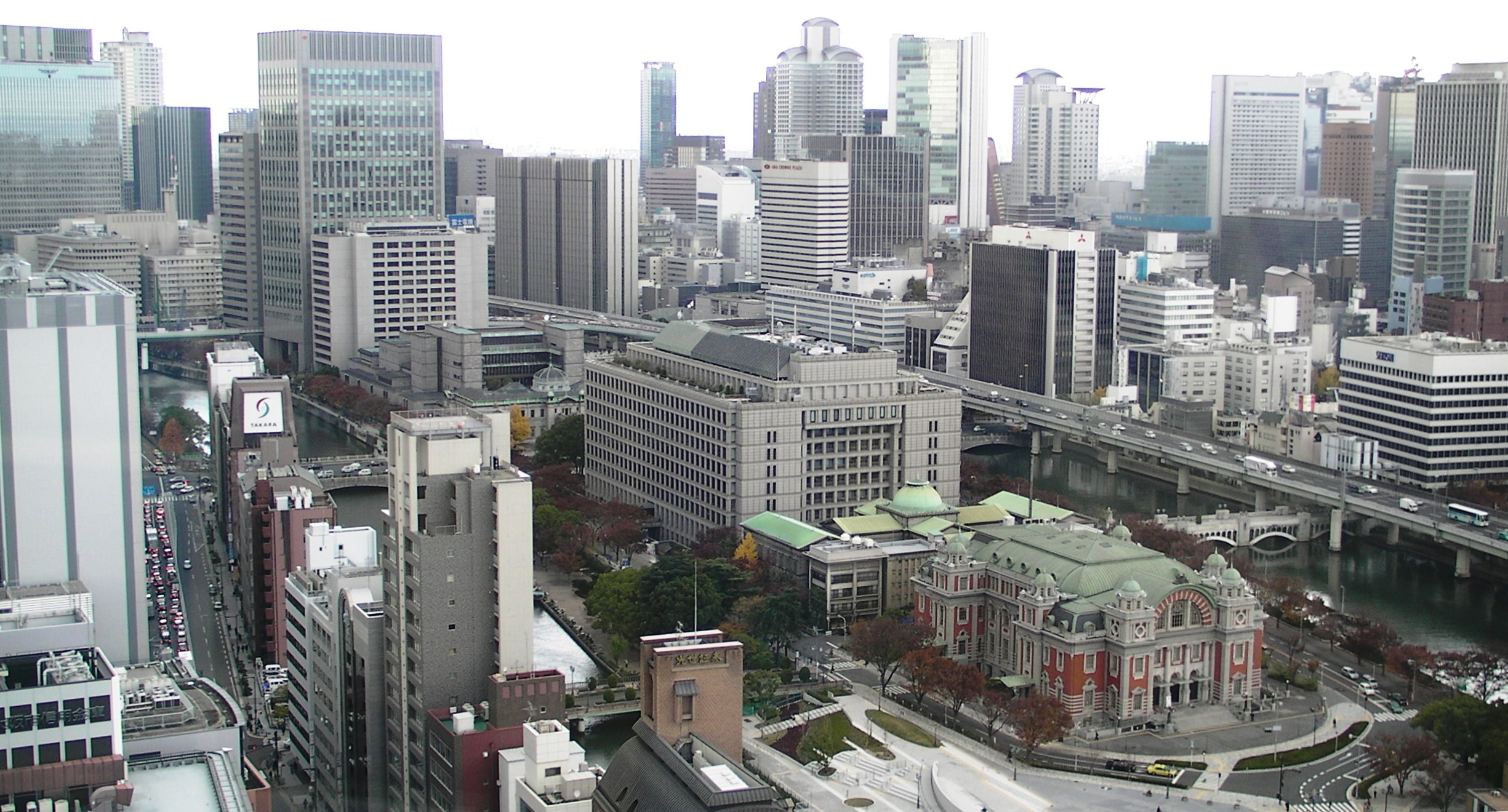
Umeda en Nakanoshima

Osaka heeft 24 wijken (ku) :
- Abeno-ku
- Asahi-ku
- Chuo-ku
- Fukushima-ku
- Higashinari-ku
- Higashisumiyoshi-ku
- Higashiyodogawa-ku
- Hirano-ku
- Ikuno-ku
- Joto-ku
- Kita-ku
- Konohana-ku
- Minato-ku
- Miyakojima-ku
- Naniwa-ku
- Nishi-ku
- Nishinari-ku
- Nishiyodogawa-ku
- Suminoe-ku
- Sumiyoshi-ku
- Taisho-ku
- Tennoji-ku
- Tsurumi-ku
- Yodogawa-ku

## Kerncentrales
De stad Osaka was in 2012 met 8,9 procent van de aandelen de grootste aandeelhouder van Kansai Electric Power Company en zo mede-eigenaar van de kerncentrales in de prefectuur Fukui. Een jaar na de kernramp van Fukushima kondigde Osaka aan dat het afstand wilde doen van kernenergie.

## Partnersteden
Osaka heeft acht internationale partnersteden, twee vriendschap- en samenwerkingssteden en zeven zusterhavens.
Zustersteden:
- Chicago (Verenigde Staten), sinds 9 november 1973
- Hamburg (Duitsland), sinds 11 mei 1989
- Melbourne (Australië), sinds 24 april 1978
- Milaan (Italië), sinds 8 juni 1981
- São Paulo (Brazilië), sinds 27 oktober 1969
- Sint-Petersburg (Rusland), sinds 16 augustus 1979
- Shanghai (China), sinds 18 april 1974

Voormalige zustersteden
- San Francisco (Verenigde Staten), 7 oktober 1957 - 2 oktober 2018[6]

Vriendschapssteden:
- Boedapest (Hongarije), sinds 8 september 1998
- Buenos Aires (Argentinië), sinds 1 juni 1991

## Bekende inwoners van Osaka

### Geboren
- Kiyoshi Nobutoki (1887-1965), componist, muziekpedagoog en cellist
- Yasunari Kawabata (1899-1972), schrijver en Nobelprijswinnaar (1968)
- Kenzo Tange (1913-2005), architect
- Hiroshi Oguri (1918–1982), componist en hoornist
- Leo Esaki (1925), natuurkundige en Nobelprijswinnaar (1973)
- Makoto Shinohara (1931-2024), componist en muziekpedagoog
- Masayuki Nagatomi (1932), componist en muziekpedagoog
- Yasutaka Tsutsui (1934), schrijver
- Tadao Ando (1941), architect
- Lee Myung-bak (1941), president van Zuid-Korea (2008-2013)
- Riyoko Ikeda (1947), mangaka en sopraan
- Shigenobu Nakamura (1950), componist en muziekpedagoog
- Akira Nishimura (1953-2023), componist, muziekpedagoog en dirigent
- Eiko Orita (1953), componiste, muziekpedagoog en marimbabespeelster
- Ryo Okumoto (1959), muzikant
- Toru Kawashima (1970-2024), voetballer
- Takahiro Sunada (1973), ultraloper
- Norihiko Hibino (1973), componist, saxofonist en arrangeur
- Machiko Nakanishi (1976), triatlete
- Yoshihiro Ito (1977), autocoureur
- Hideo Hashimoto (1979), voetballer
- Mia Ikumi (1979-2022), mangaka
- Seigo Asada (1980), darter
- Aya Terakawa (1984), zwemster
- Masaaki Higashiguchi (1986), voetballer (doelman)
- Keisuke Honda (1986), voetballer
- Genki Yamamoto (1991), wielrenner
- George Miller (1992), zanger en komiek
- Naomi Osaka (1997), tennisster